# Pokvarena mašta i prljave strasti
A Pokvarena mašta i prljave strasti (Romlott fantázia és piszkos ösztönök) a Riblja čorba szerb együttes második nagylemeze, mely 1981-ben jelent meg az RTB kiadásában, kinyitható borítóval. Katalógusszáma: 2320088. A lemezborítón, amelyet Jugoslav Vlahović tervezett, Miloš Jovančević, Az ártatlan férfi („Nevini muškarac”) című regény írója látható, amint egy pornóújságot nézeget.

## Az album dalai

### A oldal
1. Srećan put pišo moja mala (2:27)
2. Nemoj srećo, nemoj danas (3:09)
3. Vidiš da sam gadan kad sam tebe gladan (2:43)
4. Vrlo, vrlo zadovoljan tip (3:25)
5. Neke su žene pratile vojnike (4:28)

### B oldal
1. Ostaću slobodan (2:38)
2. Hajde sestro slatka (5:04)
3. Lak muškarac (2:19)
4. Dva dinara, druže (4:08)
5. Evo ti za taksi (3:05)
6. Rekla je (5:36)